# IC 3151
IC 3151 је спирална галаксија у сазвјежђу Дјевица која се налази на листи објеката дубоког неба у Индекс каталогу.
Деклинација објекта је + 9° 24' 53" а ректасцензија 12h 19m 32,8s. Привидна величина (магнитуда) објекта IC 3151 износи 14,2 а фотографска магнитуда 15,1. IC 3151 је још познат и под ознакама MCG 2-32-2, CGCG 70-10, VCC 356, NPM1G +09.0288, PGC 39682.